# Championnat de France masculin de handball de deuxième division 2019-2020
Navigation
Proligue 2018-2019 Proligue 2020-2021
La Proligue 2019-2020 est la soixante-huitième édition du Championnat de France masculin de handball de deuxième division et la troisième sous le nom de Proligue.
Le 14 avril 2020, en conséquence de la pandémie de Covid-19, la LNH décide de l'arrêt du championnat après que 18 des 26 journées ont été disputées. Ainsi, le Cesson Rennes Métropole Handball remporte son deuxième titre de Champion de France de D2 et est promu en compagnie du Limoges Hand 87, deuxième. Le Massy Essonne Handball complète le podium. En bas du classement, aucun club n'est relégué, le championnat de D1 passant à 16 clubs en 2020-2021.

## Formule
La Proligue est disputée par 14 clubs en deux phases : une phase régulière et une phase finale.
À l'issue de la phase régulière, le premier est promu en Starligue mais doit dorénavant passer par une phase finale qui détermine le Champion de Proligue et le second promu :
- des barrages sont disputés en aller et retour entre les clubs classés de la 3e à la 6e place (le 3e contre le 6e et le 5e contre le 5e, le mieux classé recevant au match retour). Les deux vainqueurs de ces rencontres participeront à un grand Final Four où ils retrouveront les deux premiers de la phase régulière. En cas d'égalité, l'équipe qui aura marqué le plus grand nombre de buts à l'extérieur se qualifiera pour les phases finales. En cas d'égalité parfaite, il y aura une prolongation de 2 x 5 minutes puis une éventuelle séance de jets de 7 mètres en cas de nouvelle égalité à l'issue de cette prolongation.
- une finale à quatre est ensuite organisée sur deux jours consécutifs entre les vainqueurs des matchs de barrage et les clubs ayant terminé aux 2 premières places de la phase régulière. Le club classé premier à l'issue de la phase régulière affronte le vainqueur des barrages le moins bien classé à l'issue de la phase régulière. Le vainqueur de cette phase finale est déclaré champion de Proligue et accède également en Lidl Starligue. Dans le cas où le club qui termine premier à l'issue de la phase régulière gagne la phase finale, c'est le finaliste qui l'accompagne en Lidl Starligue. En cas d'égalité, il y aura une prolongation de 2 x 5 minutes puis une éventuelle séance de jets de 7 mètres en cas de nouvelle égalité à l'issue de cette prolongation.

En bas du classement, les deux derniers sont relégués en Nationale 1.

## Les clubs participants
| \| Cesson-Sévigné Cherbourg Saran Limoges Nancy Strasbourg Besançon Sélestat Dijon Billère Valence Nice Pontault-C Massy \| Localisation des clubs engagés dans le championnat. |
| Cesson-Sévigné Cherbourg Saran Limoges Nancy Strasbourg Besançon Sélestat Dijon Billère Valence Nice Pontault-C Massy                                                           |

| Club                             | Classement 2018-2019 | Entraîneur         | Salle                                                                       | Capacité théorique |
| -------------------------------- | -------------------- | ------------------ | --------------------------------------------------------------------------- | ------------------ |
| Cesson Rennes Métropole Handball | 13e (D1)             | Christian Gaudin   | Glaz Arena                                                                  | 4 500              |
| Pontault-Combault Handball       | 14e (D1)             | Chérif Hamani      | Espace Boisramé                                                             | 1 300              |
| Dijon Métropole Handball         | 3e (3e en SR)        | Ulrich Chaduteaud  | Palais des sports Jean-Michel-Geoffroy                                      | 3 200              |
| Massy Essonne Handball           | 4e (5e en SR)        | Jérémy Roussel     | Centre Pierre-de-Coubertin                                                  | 0800               |
| Grand Nancy Métropole Handball   | 5e (4e en SR)        | Benjamin Braux     | Parc des Sports de Vandœuvre Nations                                        | 1 950              |
| Limoges Hand 87                  | 6e                   | Tarik Hayatoune    | Salle Henri-Normand Palais des sports de Beaublanc Zénith Limoges Métropole | 1 300 5 516 4 260  |
| Saran Loiret Handball            | 7e                   | Fabien Courtial    | Halle du Bois Joly                                                          | 0950               |
| Sélestat Alsace handball         | 8e                   | Christophe Viennet | CSI Sélestat                                                                | 2 300              |
| JS Cherbourg                     | 10e                  | Nicolas Tricon     | Complexe Sportif de Chantereyne                                             | 2 600              |
| Cavigal Nice Handball            | 11e                  | Asier Antonio      | Salle Pasteur                                                               | 0600               |
| Strasbourg Schiltigheim AHB      | 13e (repêché)        | Denis Lathoud      | Gymnase des Malteries, Schiltigheim Gymnase de la Rotonde, Strasbourg       | 1 200 1 500        |
| Billère Handball                 | 1er (Nat. 1)         | Dragan Mihailovic  | Sporting d'Este                                                             | 1 500              |
| Grand Besançon DHB               | 2e (N1)              | Dragan Zovko       | Palais des sports Ghani-Yalouz                                              | 3 280              |
| Valence Handball                 | 3e (N1)              | Éric Forets        | Palais des sports Pierre-Mendès-France                                      | 2 000              |

## Saison régulière

### Modalités
Le classement est défini ainsi :
1. le plus grand nombre de points (2 points pour une victoire, 1 point pour un nul, aucun point pour une défaite, le total pouvant être minoré de points de pénalité)
2. le plus grand nombre de points obtenu dans les confrontations entre les équipes à égalités
3. la plus grande différence de buts dans les confrontations entre les équipes à égalités
4. le plus grand nombre de buts marqués à l'extérieur dans les confrontations entre les équipes à égalités
5. la plus grande différence de buts dans tous les matchs de la compétition
6. le plus grand nombre de buts marqués dans tous les matchs de la compétition
7. le plus grand nombre de buts marqués à l'extérieur dans tous les matchs de la compétition

### Classement
|    | Équipe                         | Pts  | J  | G  | N | P  | Bp  | Bc  | Diff |
| -- | ------------------------------ | ---- | -- | -- | - | -- | --- | --- | ---- |
| 1  | Cesson Rennes MHB R            | 27   | 18 | 13 | 1 | 4  | 477 | 440 | 37   |
| 2  | Limoges Hand 87                | 25   | 18 | 12 | 1 | 5  | 500 | 444 | 56   |
| 3  | Massy Essonne Handball         | 24-2 | 18 | 13 | 0 | 5  | 510 | 473 | 37   |
| 4  | Grand Nancy Métropole Handball | 22   | 18 | 10 | 2 | 6  | 483 | 473 | 10   |
| 5  | Pontault-Combault Handball R   | 21   | 18 | 10 | 1 | 7  | 484 | 465 | 19   |
| 6  | JS Cherbourg                   | 20   | 18 | 8  | 4 | 6  | 479 | 471 | 8    |
| 7  | Billère Handball P             | 19   | 18 | 8  | 3 | 7  | 443 | 459 | -16  |
| 8  | Saran Loiret Handball          | 18   | 18 | 9  | 0 | 9  | 497 | 491 | 6    |
| 9  | Cavigal Nice Handball          | 17   | 18 | 8  | 1 | 9  | 488 | 492 | -4   |
| 10 | Sélestat Alsace handball       | 17   | 18 | 8  | 1 | 9  | 502 | 499 | 3    |
| 12 | Dijon Métropole Handball       | 14   | 18 | 6  | 2 | 10 | 461 | 476 | -15  |
| 11 | Strasbourg Schiltigheim AHB    | 13   | 18 | 6  | 1 | 11 | 476 | 480 | -4   |
| 13 | Valence Handball P             | 7    | 18 | 3  | 1 | 14 | 453 | 518 | -65  |
| 14 | Grand Besançon DHB P           | 6    | 18 | 2  | 2 | 14 | 440 | 512 | -72  |

Légende
- Promu en Starligue
et qualifié pour les demi-finales.
- Qualifié pour les demi-finales.
- Qualifié pour les barrages.
- Relégation sportive en Nationale 1.
- P : Promu de Nationale 1 en 2019.
- R : Relégué de Division 1 en 2019.
- -2 : Points de pénalité[2].

Classement officiel

### Évolution du classement
- Journée par journée

| Club                    | 1  | 2  | 3  | 4  | 5  | 6  | 7  | 8  | 9  | 10 | 11 | 12 | 13 | 14  | 15 | 16 | 17 | 18 |
| ----------------------- | -- | -- | -- | -- | -- | -- | -- | -- | -- | -- | -- | -- | -- | --- | -- | -- | -- | -- |
| Besançon                | 14 | 12 | 8  | 13 | 14 | 14 | 14 | 14 | 14 | 14 | 14 | 14 | 14 | 14  | 14 | 14 | 14 | 14 |
| Billère                 | 10 | 13 | 12 | 11 | 13 | 10 | 11 | 10 | 9  | 9  | 5  | 7  | 7  | 7   | 7  | 7  | 9  | 7  |
| Cesson Rennes           | 3  | 2  | 1  | 3  | 3  | 3  | 3  | 4  | 4  | 4  | 4  | 4  | 4  | 3   | 2  | 1  | 1  | 1  |
| Cherbourg               | 4  | 7  | 6  | 5  | 5  | 4  | 4  | 3  | 3  | 3  | 3  | 2  | 2  | 2   | 4  | 3  | 4  | 6  |
| Dijon                   | 8  | 10 | 13 | 9  | 11 | 9  | 12 | 12 | 12 | 11 | 10 | 12 | 12 | 12  | 11 | 12 | 11 | 12 |
| Limoges                 | 2  | 3  | 2  | 1  | 1  | 1  | 2  | 1  | 2  | 1  | 1  | 1  | 1  | 1   | 1  | 2  | 2  | 2  |
| Massy                   | 5  | 5  | 3  | 2  | 2  | 2  | 1  | 2  | 1  | 2  | 2  | 3  | 3  | 5-2 | 3  | 4  | 3  | 3  |
| Nancy                   | 7  | 4  | 7  | 10 | 6  | 8  | 6  | 5  | 5  | 7  | 8  | 6  | 6  | 6   | 5  | 6  | 5  | 4  |
| Nice                    | 13 | 11 | 14 | 12 | 7  | 11 | 7  | 11 | 11 | 12 | 11 | 9  | 10 | 8   | 10 | 9  | 8  | 9  |
| Pontault-Combault       | 6  | 8  | 5  | 7  | 4  | 6  | 5  | 6  | 6  | 5  | 6  | 5  | 5  | 4   | 6  | 5  | 6  | 5  |
| Saran                   | 9  | 6  | 9  | 14 | 8  | 5  | 8  | 8  | 10 | 10 | 12 | 11 | 11 | 10  | 9  | 8  | 7  | 8  |
| Sélestat                | 12 | 14 | 10 | 8  | 12 | 13 | 10 | 9  | 7  | 6  | 7  | 8  | 9  | 9   | 8  | 10 | 10 | 10 |
| Strasbourg Schiltigheim | 11 | 9  | 11 | 6  | 10 | 7  | 9  | 7  | 8  | 8  | 9  | 10 | 8  | 11  | 12 | 11 | 12 | 11 |
| Valence                 | 1  | 1  | 4  | 4  | 9  | 12 | 13 | 13 | 13 | 13 | 13 | 13 | 13 | 13  | 13 | 13 | 13 | 13 |

Légende :  : leader (1re place) —  : qualification en demi-finales (2e places) —  : qualification en quarts de finale (3e à 6e place) —  : places de relégable (13e et 14e places)

### Matchs
| Résultats (dom.\ext.)                                      | Besac | Bill  | CesR  | Cher  | Dijon | Limog | Massy | Nancy | Nice  | PontC | Saran | Séles | Stras | Val   |
| Grand Besançon DHB                                         |       | 20-20 | 25-26 | 32-32 | 28-32 | -     | 20-27 | 23-31 | 31-31 | 27-30 | 31-29 | -     | -     | 30-24 |
| Billère Handball                                           | 23-22 |       | 26-24 | 26-26 | -     | 24-26 | 26-30 | -     | 24-23 | 32-30 | 27-24 | -     | 30-28 | -     |
| Cesson Rennes MHB                                          | 30-28 | -     |       | 26-26 | 25-22 | 21-20 | 25-29 | 33-28 | -     | 29-24 | -     | 25-24 | -     | 35-24 |
| JS Cherbourg                                               | 26-23 | -     | -     |       | 29-23 | -     | 23-27 | 34-29 | 29-24 | 24-24 | 22-26 | 21-21 | 30-23 | -     |
| Dijon Métropole Handball                                   | -     | 23-23 | -     | 26-23 |       | -     | 28-31 | 24-24 | 34-23 | -     | -     | 25-24 | 34-29 | 29-25 |
| Limoges Hand 87                                            | 32-23 | 35-20 | 24-21 | 29-25 | 23-19 |       | -     | -     | 27-25 | -     | 29-22 | 35-38 | 26-26 | -     |
| Massy Essonne Handball                                     | 32-24 | 26-27 | -     | 28-32 | -     | 28-27 |       | 30-26 | -     | 27-23 | 27-33 | 27-31 | 24-21 | 26-27 |
| Grand Nancy Métropole Handball                             | 27-23 | 25-24 | 24-25 | 24-23 | 27-21 | 24-22 | -     |       | -     | 22-27 | -     | 31-29 | 31-27 | -     |
| Cavigal Nice Handball                                      | -     | -     | 19-27 | 34-24 | 28-26 | 29-26 | 23-32 | 24-28 |       | 28-29 | 28-19 | 29-21 | -     | 36-28 |
| Pontault-Combault Handball                                 | -     | 21-19 | -     | -     | 29-23 | 25-28 | 24-26 | -     | 20-22 |       | 29-26 | 30-22 | 27-26 | 30-28 |
| Saran Loiret Handball                                      | -     | 24-25 | 26-29 | 34-37 | 30-24 | -     | 32-29 | 29-26 | -     | 28-26 |       | -     | 29-24 | 24-25 |
| Sélestat Alsace handball                                   | 32-28 | 26-22 | 24-32 | -     | 25-23 | 23-31 | 28-30 | -     | 34-35 | -     | 28-31 |       | 35-26 | 32-23 |
| Strasbourg Schiltigheim                                    | 33-20 | 28-25 | 23-17 | -     | 30-25 | 22-28 | -     | 27-28 | 30-23 | -     | 25-27 | -     |       | 28-21 |
| Valence Handball                                           | 27-14 | 24-27 | 24-27 | 24-25 | -     | 29-32 | -     | 28-28 | 24-33 | 28-36 | 27-33 | -     | -     |       |
| - Victoire à domicile - Match nul - Victoire à l'extérieur |       |       |       |       |       |       |       |       |       |       |       |       |       |       |

## Phase finale

### Tableau
|  | Barrages | Barrages | Barrages    | Barrages |                   |          | Demi-finales | Demi-finales | Demi-finales | Demi-finales |  |  | Finale      | Finale      | Finale      | Finale      |
|  |          |          |             |          |                   |          |              |              |              |              |  |  |             |             |             |             |
|  |          |          |             |          |                   |          | 23 mai 2020  | 23 mai 2020  | 23 mai 2020  | 23 mai 2020  |  |  | 24 mai 2020 | 24 mai 2020 | 24 mai 2020 | 24 mai 2020 |
|  |          |          |             |          |                   |          | 23 mai 2020  | 23 mai 2020  | 23 mai 2020  | 23 mai 2020  |  |  | 24 mai 2020 | 24 mai 2020 | 24 mai 2020 | 24 mai 2020 |
|  |          |          |             |          |                   |          | 23 mai 2020  | 23 mai 2020  | 23 mai 2020  | 23 mai 2020  |  |  | 24 mai 2020 | 24 mai 2020 | 24 mai 2020 | 24 mai 2020 |
|  |          |          |             |          |                   |          | 23 mai 2020  | 23 mai 2020  | 23 mai 2020  | 23 mai 2020  |  |  | 24 mai 2020 | 24 mai 2020 | 24 mai 2020 | 24 mai 2020 |
|  |          |          |             |          |                   |          | 23 mai 2020  | 23 mai 2020  | 23 mai 2020  | 23 mai 2020  |  |  | 24 mai 2020 | 24 mai 2020 | 24 mai 2020 | 24 mai 2020 |
|  | 1er      | équipe 1 | ..          | ..       |                   |          |              |              |              |              |  |  | 24 mai 2020 | 24 mai 2020 | 24 mai 2020 | 24 mai 2020 |
|  | 1er      | équipe 1 | ..          | ..       | 12 et 15 mai 2020 |          |              |              |              |              |  |  | 24 mai 2020 | 24 mai 2020 | 24 mai 2020 | 24 mai 2020 |
|  |          |          | e           | équipe 2 | ..                | ..       |              |              |              |              |  |  | 24 mai 2020 | 24 mai 2020 | 24 mai 2020 | 24 mai 2020 |
|  | 5e       | équipe 1 | e           | équipe 2 | ..                | ..       | ..           | ..           |              |              |  |  | 24 mai 2020 | 24 mai 2020 | 24 mai 2020 | 24 mai 2020 |
|  | 5e       | équipe 1 | 23 mai 2020 |          |                   |          | ..           | ..           |              |              |  |  | 24 mai 2020 | 24 mai 2020 | 24 mai 2020 | 24 mai 2020 |
|  | 4e       | équipe 2 | ..          | ..       |                   |          |              |              |              |              |  |  | 24 mai 2020 | 24 mai 2020 | 24 mai 2020 | 24 mai 2020 |
|  | 4e       | équipe 2 | ..          | ..       | e                 | équipe 1 | ..           | ..           |              |              |  |  |             |             |             |             |
|  |          |          |             |          | e                 | équipe 1 | ..           | ..           |              |              |  |  |             |             |             |             |
|  |          |          | e           | équipe 2 | ..                | ..       |              |              |              |              |  |  |             |             |             |             |
|  |          |          |             |          | ..                | ..       |              |              |              |              |  |  |             |             |             |             |
|  |          |          |             |          |                   |          |              |              |              |              |  |  |             |             |             |             |
|  |          |          |             |          |                   |          |              |              |              |              |  |  |             |             |             |             |
|  | 2e       | équipe 1 | ..          | ..       |                   |          |              |              |              |              |  |  |             |             |             |             |
|  | 2e       | équipe 1 | ..          | ..       | 12 et 15 mai 2020 |          |              |              |              |              |  |  |             |             |             |             |
|  |          |          | e           | équipe 2 | ..                | ..       |              |              |              |              |  |  |             |             |             |             |
|  | 6e       | équipe 1 | e           | équipe 2 | ..                | ..       | ..           | ..           |              |              |  |  |             |             |             |             |
|  | 6e       | équipe 1 |             |          |                   |          |              | ..           |              |              |  |  |             |             |             |             |
|  | 3e       | équipe 2 | ..          | ..       |                   |          |              |              |              |              |  |  |             |             |             |             |
|  | 3e       | équipe 2 | ..          | ..       |                   |          |              |              |              |              |  |  |             |             |             |             |
|  |          |          |             |          |                   |          |              |              |              |              |  |  |             |             |             |             |

*Remarque : le premier de la saison régulière affronte le vainqueur des barrages le moins bien classé à l'issue de la phase régulière.

## Statistiques et récompenses

### Meilleurs buteurs
Au terme du championnat, arrêté à la 18e journée, les meilleurs buteurs sont :
| #  | Joueur                | Club                           | Buts / Tirs | % Tir   | MJ | BPM  | Ch.      | 7m      |
| -- | --------------------- | ------------------------------ | ----------- | ------- | -- | ---- | -------- | ------- |
| 1  | Théo Avelange Demouge | Pontault-Combault Handball     | 127 / 169   | 75,15 % | 18 | 7,06 | 75 / 109 | 52 / 60 |
| 2  | Abdoulah Mané         | Grand Besançon DHB             | 112 / 222   | 50,45 % | 17 | 6,59 | 80 / 182 | 32 / 40 |
| 3  | Youenn Cardinal       | Cesson Rennes MHB              | 110 / 162   | 67,90 % | 18 | 6,11 | 68 / 109 | 42 / 53 |
| 4  | Yann Ducreux          | Grand Nancy Métropole Handball | 108 / 141   | 76,60 % | 18 | 6,00 | 56 / 79  | 52 / 62 |
| 5  | Sylvain Kieffer       | Valence Handball               | 107 / 167   | 64,07 % | 17 | 6,29 | 79 / 131 | 28 / 36 |
| 6  | Eduardo Reig-Guillen  | Billère Handball               | 103 / 136   | 75,74 % | 18 | 5,72 | 71 / 94  | 31 / 42 |
| 7  | Arthur Muller         | Massy Essonne Handball         | 103 / 189   | 54,50 % | 18 | 5,72 | 72 / 142 | 33 / 47 |
| 8  | Thomas Cauwenberghs   | Sélestat Alsace handball       | 96 / 137    | 70,07 % | 18 | 5,33 | 68 / 97  | 28 / 40 |
| 9  | Yvan Gérard           | Strasbourg Schiltigheim AHB    | 93 / 135    | 68,89 % | 18 | 5,17 | 54 / 89  | 39 / 46 |
| 10 | Romuald Kolle         | Saran Loiret Handball          | 93 / 161    | 57,76 % | 17 | 5,47 | 93 / 160 | 0 / 1   |

### Meilleurs gardiens de buts
Au terme du championnat, arrêté à la 18e journée, les gardiens de buts (en nombre d'arrêts) sont :
| #  | Joueur           | Club                           | Arrêts / Tirs | % Arr.  | MJ | APM   | Ch.       | 7m      |
| -- | ---------------- | ------------------------------ | ------------- | ------- | -- | ----- | --------- | ------- |
| 1  | Nicolas Gauthier | Massy Essonne Handball         | 212 / 615     | 34,47 % | 18 | 11,78 | 198 / 559 | 8 / 50  |
| 2  | Vladimir Perišić | Sélestat Alsace Handball       | 209 / 594     | 35,19 % | 18 | 11,61 | 204 / 551 | 5 / 43  |
| 3  | Obrad Ivezić     | Grand Nancy Métropole Handball | 189 / 574     | 32,93 % | 18 | 10,50 | 168 / 509 | 21 / 65 |
| 4  | Romain Mathias   | Strasbourg Schiltigheim        | 180 / 549     | 32,79 % | 18 | 10,00 | 164 / 502 | 16 / 47 |
| 5  | Alejandro Romero | Pontault-Combault Handball     | 179 / 550     | 32,55 % | 18 | 9,94  | 170 / 507 | 9 / 43  |
| 6  | Artur Adamik     | Grand Besançon DHB             | 179 / 621     | 28,82 % | 18 | 9,94  | 163 / 551 | 16 / 70 |
| 7  | Julien Salmon    | Valence Handball               | 152 / 463     | 32,83 % | 18 | 8,44  | 151 / 448 | 1 / 15  |
| 8  | Robin Cantegrel  | Cesson Rennes                  | 142 / 413     | 34,38 % | 18 | 7,89  | 130 / 376 | 12 / 39 |
| 9  | Joris Labro      | Billère Handball               | 138 / 431     | 32,02 % | 18 | 6,67  | 121 / 383 | 7 / 38  |
| 10 | Clément Gaudin   | Cavigal Nice handball          | 132 / 413     | 31,96 % | 16 | 8,25  | 110 / 363 | 8 / 36  |

### Élection du joueur du mois
Chaque mois, l'Association des joueurs professionnels de handball (AJPH) désigne trois joueurs parmi lesquels les internautes élisent le meilleur du mois en championnat :
| Mois      | Joueur du mois                                           | Autres nommés                                       | Autres nommés                                            |
| --------- | -------------------------------------------------------- | --------------------------------------------------- | -------------------------------------------------------- |
| Septembre | Sylvain Kieffer (40 %, Valence Handball)                 | Youenn Cardinal (34 %, Cesson Rennes MHB)           | Nicolas Gauthier (24 %, Massy EHB)                       |
| Octobre   | Romain Mathias (62 %, Strasbourg Schiltigheim)           | Romuald Kolle (24 %, Saran Loiret Handball)         | Abdoulah Mané (14 %, Grand Besançon DHB)                 |
| Novembre  | Marko Ćurčić (58 %, JS Cherbourg)                        | Vladimir Perišić (31 %, Sélestat Alsace handball)   | Eduardo Reig-Guillen (11 %, Billère Handball)            |
| Décembre  | Théo Avelange-Demouge (64 %, Pontault-Combault Handball) | Robin Cantegrel (23 %, Cesson Rennes MHB)           | Yann Ducreux (13 %, Grand Nancy Métropole Handball)      |
| Janvier   | non décerné du fait du Championnat d'Europe 2020         | non décerné du fait du Championnat d'Europe 2020    | non décerné du fait du Championnat d'Europe 2020         |
| Février   | Youenn Cardinal (55 %, Cesson Rennes Métropole Handball) | Matthieu Drouhin (28 %, Saran Loiret Handball)      | Théo Avelange-Demouge (14 %, Pontault-Combault Handball) |
| Mars      | non décerné en raison de la pandémie de coronavirus      | non décerné en raison de la pandémie de coronavirus | non décerné en raison de la pandémie de coronavirus      |
| Avril     | non décerné en raison de la pandémie de coronavirus      | non décerné en raison de la pandémie de coronavirus | non décerné en raison de la pandémie de coronavirus      |

## Bilan de la saison
| Description                      | Club                            | Commentaire                         |
| Accession en Starligue           |                                 |                                     |
| 1er du Championnat               | Cesson Rennes MHB               | Retour après 1 saison en D2         |
| 2e du Championnat                | Limoges Hand 87                 | 1re accession après 5 saisons en D2 |
| Relégations depuis la Starligue  |                                 |                                     |
| Aucun (passage à 16 clubs en D1) |                                 |                                     |
| Relégations en Nationale 1       |                                 |                                     |
| Aucun                            |                                 |                                     |
| Promotions depuis la Nationale 1 |                                 |                                     |
| 1er club VAP                     | Angers SCO Handball             | Retour en D2 après 4 saisons en N1  |
| 2e club VAP                      | Sarrebourg Moselle-Sud Handball | Première accession en D2            |